# Stack 'n Surprise
 Stack ’n Surprise  je řada stavebnicových produktů určených pro batolata, které vyrábí americká společnost Fisher-Price, filiálka firmy Mattel. Jedná se o moderní dětské kostky z plastu, které jsou doplněné válcovitými tlačítky, po jejichž stisknutí se ozývají různé zvuky nebo melodie. Produkty této řady se mohou vzájemně kombinovat a doplňovat, přičemž některé vypadají jako tradiční kostky, jiné mají např. podobu automobilu, domku nebo zvířete. Série se na evropském trhu objevila v roce 2009 a v České republice se prodává od července 2009.

## Pedagogické hledisko
Hračky z této řady vycházejí z principu stavebnice, svou variabilitou tedy napomáhají s rozvojem kombinačních a motorických funkcí dítěte, s koordinací zraku a pohybu rukou.

## Produkty
Do řady Stack ’n Surprise patří např. Hudební městečko Sillytown, Skládací autíčka, Domečky se zvířátky, Veselý vláček s překvapením a další.

## Ocenění
V roce 2009 získaly produkty Veselý vláček s překvapením a Hudební městečko Sillytown platinovou medaili pro nejlepší hračku nezávislého rádce Oppenheim Toy Portfolio. 